# HNKトミスラヴ・トミスラヴグラード
HNKトミスラヴ・トミスラヴグラード（HNK Tomislav Tomislavgrad）は、ボスニア・ヘルツェゴビナのボスニア・ヘルツェゴビナ連邦第十県トミスラヴグラードをホームタウンとするサッカークラブである。

## 歴史
第一次世界大戦後にドゥヴノ (Duvno) でサッカークラブを創設する動きがあり、1920年4月30日に創設総会が開催された。1925年にドゥヴノがトミスラヴグラード (Tomislavgrad) に改名されたため、クラブ名も改称された。1927年にヴラン (Vran)、1946年6月にFKズヴィイェズダ (FK Zvijezda)、1954年8月23日にFKブドゥチノスト (FK Budućnost)、1989年にNKブドゥチノスト (NK Budućnost)、1990年5月30日にHNKトミスラヴ (HNK Tomislav) に改称された。
1990-91シーズンにヘルツェゴビナ地域の南グループで1位になり、プレーオフでGOŠKガベラに勝利して共和国リーグに昇格した。1991-92シーズンにユーゴスラビアカップのラウンド32に進出してラド・ベオグラードと対戦したが、試合後半にサポーターグループによる暴動が起こり、0-4のスコアの時点で試合終了となった。
1992年にボスニア・ヘルツェゴビナ紛争が勃発すると、選手は都市の防衛のためにサッカーボールの代わりに小銃を手に取った。
1993年にヘルツェグ＝ボスナ・クロアチア人共和国のサッカー連盟によりプルヴァ・リーガ・ヘルツェグ＝ボスネが創立され、セルビア人とボシュニャク人も各サッカー連盟を設立し、プルヴァ・リーガRS、プルヴァ・リーガBiHを創立した。各サッカー連盟には各連盟の代表チームも存在し、ヘルツェグ＝ボスナ・クロアチア人共和国では1996年4月21日にヘルツェグ＝ボスナ・クロアチア人共和国代表とパラグアイ代表との国際サッカー連盟公認の公式試合が開催された。トミスラヴは1993年から1997年までプルヴァ・リーガ・ヘルツェグ＝ボスネに所属した。初年度の1993-94シーズンに1位のムラドスト・ドゥビント・シロキ・ブリイェグと同勝ち点を獲得したが、当該チーム間の成績により2位に終わった。ムラドスト・ドゥビント・シロキ・ブリイェグはプレーオフでも勝利してヘルツェグ＝ボスナ・クロアチア人共和国の優勝チームとなった。1997年にドルガ・リーガ・ヘルツェグ＝ボスネに降格した。
2000年にボスニア・ヘルツェゴビナ2部にあたり、ボスニア・ヘルツェゴビナ連邦のクラブが参加するプルヴァ・リーガFBiHが創立された。トミスラヴは2000-01シーズンにドルガ・リーガFBiH・中央2グループで1位になり、プレーオフで北地域優勝のムラドスト・ドマリェヴァツと対戦し、1-1、6-1で勝利してプルヴァ・リーガFBiHに昇格した。2001-02シーズンはプルヴァ・リーガFBiHに残留を果たしたが、2002-03シーズンにドルガ・リーガFBiHに降格した。

## 歴代所属選手
- イヴァン・クルスタノヴィッチ（英語版）[2] 2000-2004